# Kuželj
Kuželj je naselje v Občini Kostel. Ime Kuželj izhaja iz besede kože (po domače kuže), katere so predelovali tamkajšnji obrtniki. V vasi še vedno stoji šola, ki je bila v uporabi med letoma 1920 in 1960. K maši domačini hodijo v hrvaški Kuželj. Število prebivalcev z leti močno upada. Včasih je v Kužlju živelo tudi več kot 70 ljudi, zdaj jih je samo okoli 50. Vodovod so prebivalci dobili leta 1970, izvir pa se nahaja na hrvaški strani Kolpe.

## Galerija
- Kuželj, v ozadju Kuželjska stena
- Slovenski (spredaj) in hrvaški Kuželj (zadaj)